# Việt Nam năm 2017
Dưới đây là sự kiện trong năm tại Việt Nam 2017.

## Đương nhiệm
| Ảnh | Vị trí            | Tên                 |
| --- | ----------------- | ------------------- |
|     | Tổng bí thư       | Nguyễn Phú Trọng    |
|     | Chủ tịch nước     | Trần Đại Quang      |
|     | Thủ tướng         | Nguyễn Xuân Phúc    |
|     | Chủ tịch Quốc hội | Nguyễn Thị Kim Ngân |

## Sự kiện
- Hội nghị APEC 2017
- Áp thấp nhiệt đới 23W
- Cát tặc và sự kiện bán cát Việt ra nước ngoài 2017
- Vụ Trịnh Xuân Thanh trở về Việt Nam
- 18 tháng 8: Vụ nổ tại Tô Hạp 2017

## Thể thao
- Giải bóng đá vô địch quốc gia 2017
- Giải bóng đá hạng nhất quốc gia 2017
- Giải bóng đá Cúp Quốc gia 2017
- Giải bóng đá trong nhà vô địch quốc gia 2017

## Điện ảnh
- Liên hoan phim Việt Nam lần thứ 20
- Giải Mai vàng 2017
- Cánh diều vàng 2017

## Mất

### Tháng 1

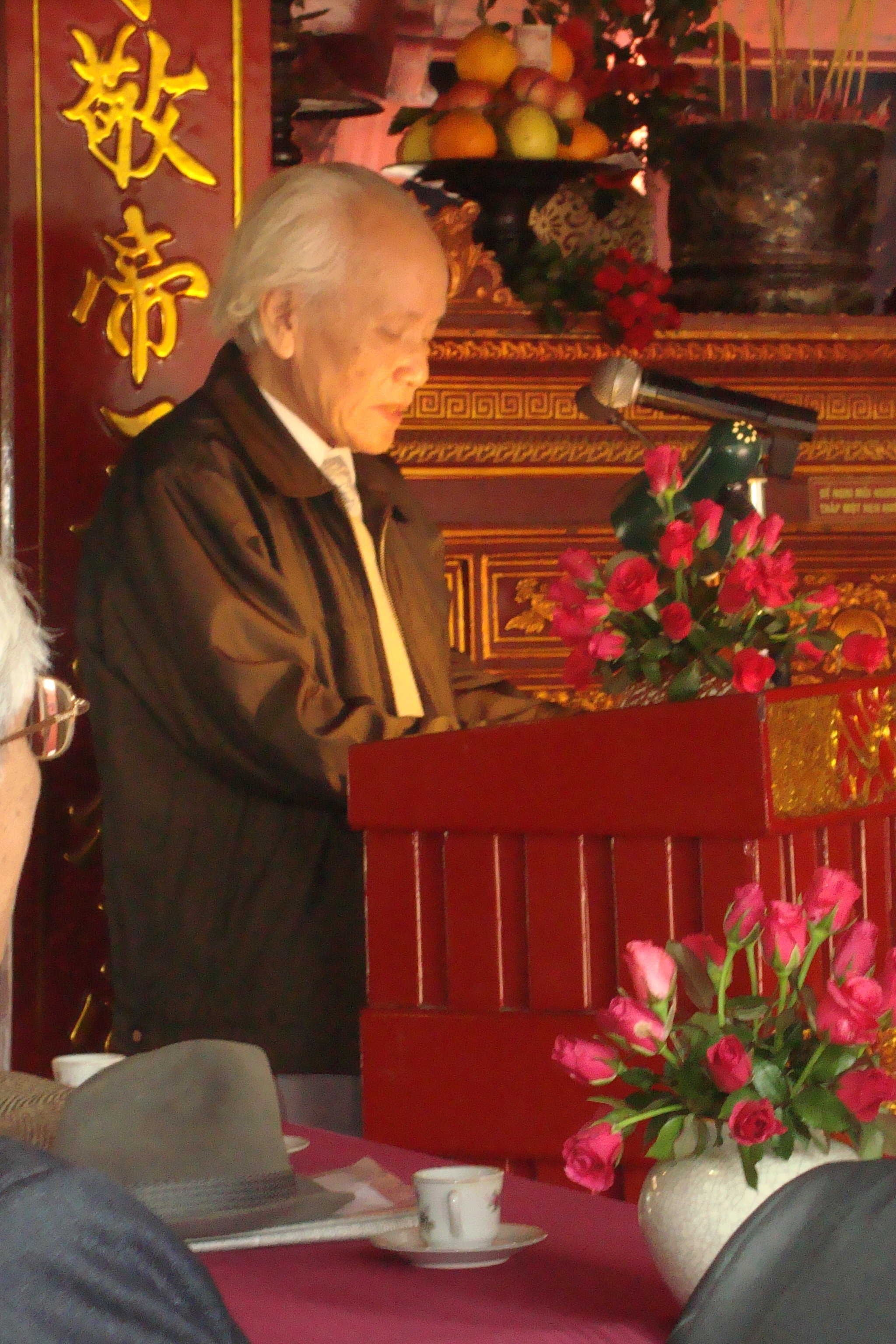
Đinh Xuân Lâm
(1925 – 2017)

- 10 tháng 1: Võ Quý, 87, nhà động vật học[1]
- 25 tháng 1: Đinh Xuân Lâm, 91, nhà giáo dục và nhà sử học[2]

### Tháng 2

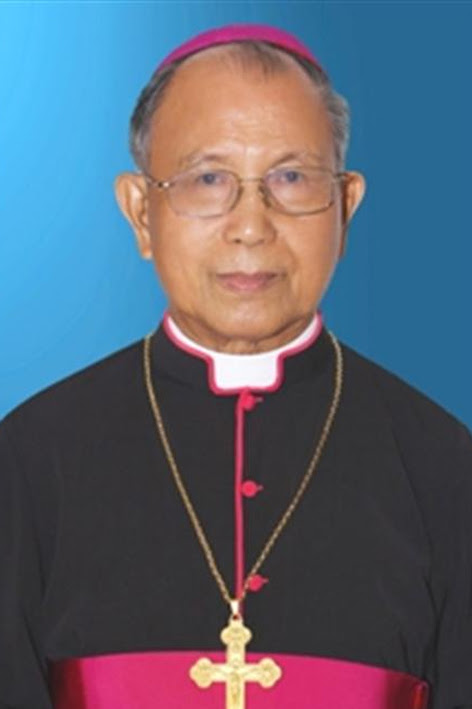
Phaolô Nguyễn Văn Hòa
(1931 – 2017)

- 14 tháng 2: Phaolô Nguyễn Văn Hòa, 85, Giám mục Giáo hội Công giáo Rôma[3]

### Tháng 4
- 16 tháng 4: Phan Ngọc, 80, nhạc sĩ[4]

### Tháng 8
- 23 tháng 8: Binh Pho (en), 61, họa sĩ[5]

### Tháng 9
- 30 tháng 9: Hồ Hải Học, 74–75, nhà viết kịch[6]

### Tháng 10
- 5 tháng 10: Phanxicô Xaviê Nguyễn Văn Sang, 86, Giám mục Giáo hội Công giáo Rôma[7]